# 에나이촌
에나이촌(일본어: 榎井村)은 일본 가가와현 나카타도군에 있던 촌이다.

## 역사
- 1890년 2월 15일 - 정촌제 시행에 수반해 나카군 에나이촌이 성립하였다.
- 1899년 4월 1일 - 다도군 나카군과 합병해 나카타도군이 되었다.
- 1955년 4월 1일 - 고토히라정과 합병해, 새로운 고토히라정이 성립, 동일 에나이촌은 폐지되었다.

## 촌장
- 호리케 도라조 (堀家虎造)（1890년5월 - 1898년 3월）

## 참고 문헌
- 角川日本地名大辞典編纂委員会, 『角川日本地名大辞典 43 香川県』, 1985, 角川書店
- 四国新聞社 編『香川年鑑』 昭和30年、四国新聞社、高松市、1954年11月30日。doi:10.11501/3022103。 NCID BB10788678。OCLC 673819408。